# Silje Theodorsen
Silje Theodorsen est une fondeuse norvégienne née le 16 août 1994.

## Biographie
Aux Jeux olympiques de la jeunesse d'hiver de 2012 elle remporte la médaille d'or au sprint libre.
Au début de la saison 2014-2015, elle est appelée pour sa première étape de Coupe du monde à l'occasion du Nordic Opening de Lillehammer où elle arrive à marquer ses premiers points avec 16e place au cinq kilomètres libre. Ensuite, aux Championnats du monde des moins de 23 ans, elle est médaillée d'argent au sprint classique.
Son meilleur résultat est une 14e place sur le trente kilomètres classique d'Oslo en 2016.

## Palmarès

### Coupe du monde
- Meilleur classement général : 93e en 2015.
- Meilleur résultat individuel : 14e.
- 1 podium en épreuve par équipes : 1 victoire.
- 1 podium en épreuve par équipes mixte : 1 victoire.